# Silmiougou-Boumdoundi
Pour les articles homonymes, voir Silmiougou.
Silmiougou-Boumdoundi est une localité située dans le département de Yargo de la province du Kouritenga dans la région Centre-Est au Burkina Faso.

## Géographie
Les communes voisines de Silmiougou-Peulh et Silmiougou-Yarcé lui sont associées.

## Santé et éducation
Le centre de soins le plus proche de Silmiougou-Boumdoundi est le centre de santé et de promotion sociale (CSPS) de Yargo tandis que le centre médical avec antenne chirurgicale (CMA) se trouve à Koupéla.
Le village possède une école primaire publique.